# Der Mann in Schwarz (1951)
Der Mann in Schwarz ist ein US-amerikanisches Krimidrama aus dem Jahr 1951 von Fletcher Markle mit Joseph Cotten und Barbara Stanwyck in den Hauptrollen. Der Film wurde von Metro-Goldwyn-Mayer produziert und basiert auf der Kurzgeschichte The Gentleman from Paris von John Dickson Carr.

## Handlung
Als die junge Französin Madeline Minot im Oktober 1848 im New Yorker Stadthaus von Charles Thevenet, dem betagten Großvater ihres Geliebten Paul De Lage, ankommt, wird sie von einer wilden Party im Haus beunruhigt. Madeline glaubt, sie habe die falsche Adresse, geht in die nahegelegene Taverne Flaherty’s und vertraut sich Dupin an, einem freundlichen, aber zynischen Mann, der seine Barrechnung nicht bezahlen kann. Obwohl Dupin ihr rät, nach Frankreich zurückzukehren, kehrt sie mit einem Brief von Paul in das Haus zurück, einem französischen Patrioten, der seit vielen Jahren von seinem Großvater entfremdet ist. Als sie das Haus betritt, ist Madeline misstrauisch gegenüber der glamourösen Lorna Bounty, Thevenets Haushälterin, und hat Angst vor Thevenets Raben Villon. Thevenet, der vor Ausschweifungen fast stirbt, weist den Brief zurück, in dem Paul um Geld zur Finanzierung der Intellektuellen der neuen französischen Revolution bittet, erlaubt ihr aber zu bleiben. Später äußern Lorna, Martin, der Butler, und Mrs. Flynn, die Köchin, in der Küche ihre Besorgnis darüber, dass sie nach Jahren des Wartens auf Thevenets Geld von Madeline um ihr Geld betrogen werden könnten. In dieser Nacht, als Madeline schläft, betritt Thevenet ihr Zimmer und warnt sie, vorsichtig zu sein.
Am nächsten Morgen, als Madeline einen Brief an Paul aufgeben will, sieht sie Dupin die Taverne betreten und bittet ihn um Hilfe. Sie erzählt ihm, dass die Diener versuchen, Thevenet zu vergiften. Dupin begleitet sie zu einem Apotheker, der ihnen sagt, dass die Substanz, die sie in Thevenets Zimmer gefunden hat, lediglich Zuckerwasser ist. Dupin rät ihr, Thevenets Anwalt Durand aufzusuchen, da er daraus schlussfolgert, dass die Diener die Medizin des alten Mannes zurückhalten. Unter dem Vorwand Madeline zu suchen geht Dupin zum Haus der Thevenets und trifft Lorna, die er als ehemalige Bühnenschauspielerin erkennt. In dieser Nacht, als bei Thevenet eine wilde Halloween-Party stattfindet, sucht Madeline erneut Dupin auf in der Sorge, dass Lorna Thevenet mit Alkohol umbringt. Dupin geht zu dem Haus und flirtet mit Lorna, bis Thevenet plötzlich schreit, dass alle rausgehen sollten, und darum bittet, mit Dupin allein zu sprechen. Thevenet, der Dupin mag, weil er sowohl ein Zyniker als auch ein Dichter ist, sagt ihm, dass Madeline einen Freund braucht. Nachdem Dupin Thevenet gewarnt hat, dass er ein Narr ist, seine Mörder mit seinem Vermögen zu belohnen, befiehlt Thevenet Martin, nach Durand zu schicken. Dupin nimmt ein Darlehen von Lorna an, um seine Miete und seine Tavernenrechnung zu bezahlen, und küsst sie. Nachdem er gegangen ist, folgt Martin ihm, aber Dupin entkommt ihm.
Am nächsten Abend, als Dupin mit Madeline in einem Restaurant speist, diktiert Thevenet Durand ein neues Testament und träufelt dann heimlich Gift in sein Brandyglas neben dem Bett. Kurz nachdem er das Testament unterschrieben hat, bekommt er einen Anfall und ein entnervter Durand trinkt das Glas Brandy aus und ruft nach dem Arzt. Als Madeline und Dupin ins Haus zurückkehren und sehen, wie ein Sarg herausgetragen wird, nehmen sie an, dass sich darin Thevenets Leiche befindet, erfahren jedoch von Mrs. Flynn, dass Durand gestorben ist. Sie gehen zu Thevenet, der weder sprechen noch sich bewegen kann und anscheinend einen Schlaganfall erlitten hat. Thevenet nutzt die Bewegung seiner Augen, um Dupins Aufmerksamkeit auf das leere Brandyglas zu lenken, und wirft einen weiteren Blick auf Villon und das Barometer an der Wand. Da Dupin Thevenets Hinweise nicht entziffern kann und durch Lornas mangelnde Besorgnis misstrauisch wird, nimmt er das Glas und geht. Madeline folgt ihm nach und Dupin sagt, er habe sich Sorgen gemacht, dass Lorna Durand töten könnte, wenn Thevenet ein neues Testament schreiben würde. Er erzählt ihr von Thevenets Hinweisen. Beim Apotheker erfahren sie, dass das Glas Arsen enthielt, das Thevenet selbst viele Monate zuvor gekauft hatte. Dupin folgert daraus, dass Thevenet Selbstmord begehen wollte und Durands Tod ein Unfall war.
Dupin und Madeline kehren ins Haus zurück, als der Arzt Dr. Roland Thevenet für tot erklärt. Während Martin nach dem Testament sucht, fordert Lorna ihn auf, Madelines Sachen zu packen, und befiehlt ihr dann, das Haus zu verlassen. Am nächsten Tag, bei Flaherty, nähert sich Lorna Dupin und täuscht Trauer über Thevenets Tod vor. Sie bietet ihm mehr Geld an, wenn er ihr hilft, das neue Testament zu finden. Er lehnt das Geld ab, stimmt aber zu, ihr bei der Suche nach dem Testament zu helfen, und deutet Flaherty dann auf mysteriöse Weise an, dass er vielleicht nie wieder zurückkommen wird. Im Haus erzählt Dupin Lorna, dass das neue Testament im Schlafzimmer liegt, und erkennt, dass Villon das Testament unter das Barometer am Kamin gelegt haben muss. Dupin schnappt sich das Testament und versucht zu fliehen, aber Martin wehrt sich. Als der örtliche Polizist, der von Flaherty alarmiert wurde, eintrifft, liest Dupin Thevenets Testament vor: Das ganze Geld geht an Paul, aber das Haus und die Einrichtung werden Lorna und Martin vermacht, vorausgesetzt, dass sie nie ausziehen oder etwas aus dem Haus verkaufen, damit sie ihren Lebensabend in „Behaglichkeit und Glück“ verbringen können. Als Dupin weggeht, bittet Lorna um ihr Geld und er sagt, dass er eines Tages nicht schwer zu finden sein wird. In der Taverne spricht Madeline mit Flaherty, der ihr Dupins Schuldschein zeigt, auf dem steht: „Schuldschein 8,70 $ – Edgar Allan Poe“. Flaherty kommt zu dem Schluss, dass dieser niemals etwas wert sein wird.

## Hintergrund
Gedreht wurde der Film vom 25. April bis Ende Mai 1951.
Laut Pressemeldungen war Lionel Barrymore ursprünglich für die Rolle des Thevenet vorgesehen. Eine „Endbesetzungsliste“ von MGM vom 5. Juni 1951 enthält Mercedes McCambridge als „kleines Mädchen“, jedoch war sie nicht im Film und die Aufnahme war möglicherweise ein Versehen.
Der Film war Joseph Cottens erster Film bei MGM seit Das Haus der Lady Alquist aus dem Jahr 1944. Während des Films rezitiert Dupin die zweite Strophe von Edgar Allan Poes Gedicht Der Rabe aus dem Jahr 1845. Entgegen der Andeutung im Film, dass niemand Poes Namen im Jahr 1848 gekannt hätte, war er zu dieser Zeit bereits ein hoch angesehener Dichter. Poe starb 1849 im Alter von vierzig Jahren.
Cedric Gibbons und Arthur Lonergan oblag die künstlerische Leitung. Arthur Krams und Edwin B. Willis waren für das Szenenbild zuständig, Walter Plunkett und Gile Steele für die Kostüme, William Tuttle und John Truwe für das Maskenbild. Verantwortlicher Toningenieur war Douglas Shearer. Jerry Thorpe arbeitete als Regieassistent. Orchesterleiter waren neben David Raksin dessen Bruder Ruby Raksin, Wally Heglin, Paul Marquardt und Conrad Salinger.
Der Song Another Yesterday stammte von Earl K. Brent.

## Veröffentlichung
Die Premiere des Films fand am 11. Oktober 1951 in Buffalo statt. In Österreich kam er am 9. April 1955 in die Kinos.

## Kritiken
Der Filmkritiken-Aggregator Rotten Tomatoes hat in einer Auswertung ein Publikumsergebnis von 45 Prozent positiver Bewertungen ermittelt.
Der Kritiker der The New York Times befand, es sei offensichtlich, dass die Produzenten versuchten, eine düstere, spannende Geschichte über einen mysteriösen Fremden zu erzählen, der berühmt werden soll. Doch das Werk sei trotz einer Starbesetzung und einiger majestätischer Dialoge nur ein gemächlicher Film, der nicht spannender sei als das übliche Melodram.
Das Magazin Time Out beschrieb den Film als faszinierendes Melodram. Gespickt mit literarischen Anspielungen (insbesondere auf Poe), gedreht auf eleganten MGM-Sets, sehr stimmungsvoll ausgestattet, mit großartigen Darbietungen einer starken Besetzung, sei der Film auf jeden Fall sehenswert.